# Kruzenstern (schip, 1926)

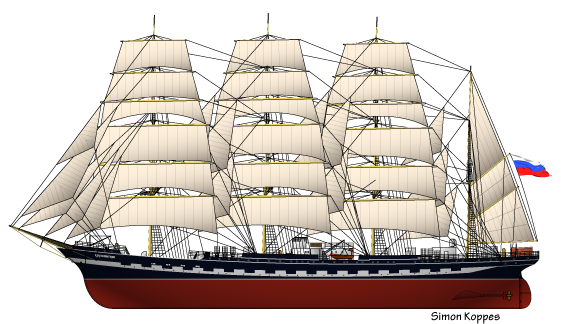
Lijntekening van de Kruzenstern

De Kruzenstern (Russisch: Крузенштерн, Kroezensjtern) is een Russische stalen viermastbark, genoemd naar de Russische ontdekkingsreiziger Adam Johann von Krusenstern. Het is na de Sedov het grootste traditionele zeilschip ter wereld dat nog vaart. De thuishaven is Kaliningrad.
Het schip liep op 11 juni 1926 als Padua van stapel op de Tecklenborgwerf in Wesermünde (Bremerhaven). Het was het laatste zeilende vrachtschip dat werd gebouwd en maakte met de Pamir, de Passat, de Preußen, de Pommern en de Peking deel uit van de zogenaamde Flying P-Liners van rederij F. Laeisz uit Hamburg. Het is hiervan het enige schip dat nu vaart. Door Laeisz werd het ingezet als vrachtschip dat onder andere bouwmateriaal naar Zuid-Amerika vervoerde en op de terugreis salpeter mee nam. De eerste reis voerde van Hamburg naar Talcahuano (Chili) en duurde 87 dagen. Later lukte dit zelfs in 57 dagen. De Padua werd ook gebruikt om tarwe uit Australië te halen. In 1933-1934 zeilde de Padua in slechts 67 dagen van Hamburg naar Port Lincoln in Zuid-Australië; een record. Tot het uitbreken van de Tweede Wereldoorlog maakte de Padua 15 lange reizen naar Chili of Australië. In die periode deed het schip de haven van Terneuzen aan, waar het bij de firma Aug. de Meyer Zonen's chilisalpeter loste.

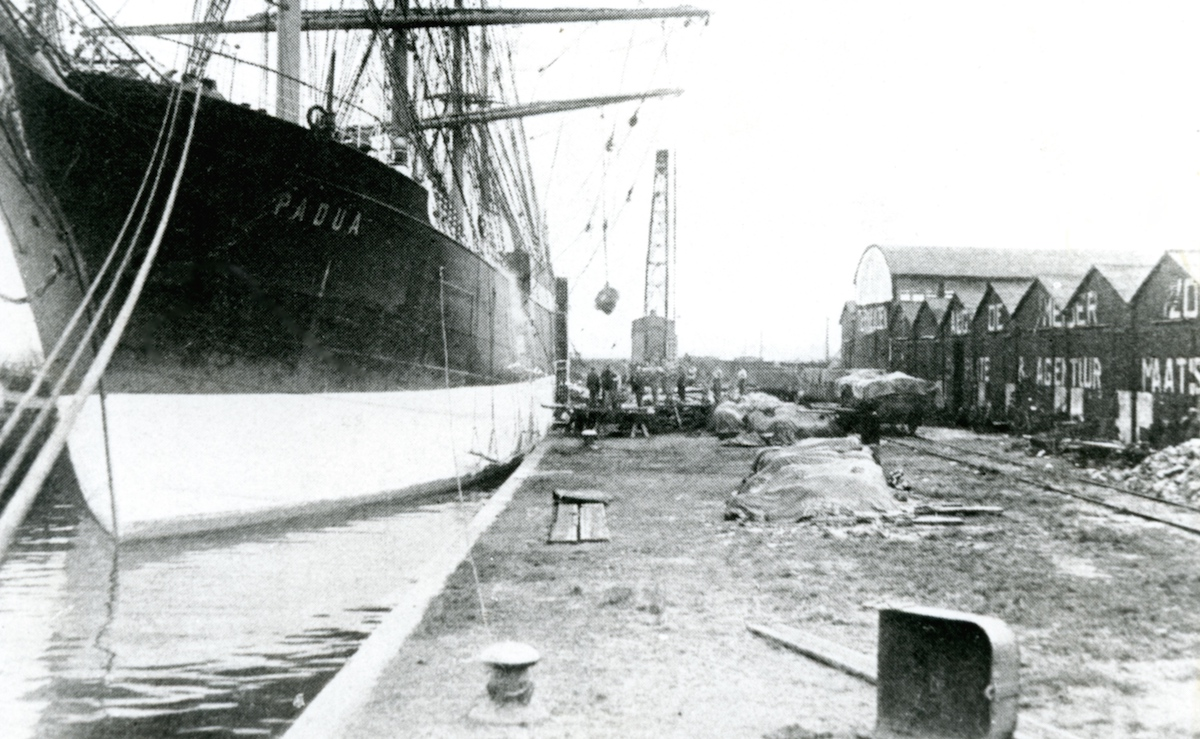
Afgemeerd in Terneuzen

Op 8 augustus 1939 begon de Padua aan haar laatste vooroorlogse reis, van Glasgow naar Hamburg. Tijdens de oorlog werd het schip weliswaar met een kanon uitgerust, maar het kwam niet tegen de geallieerden in actie. Aan het eind van de oorlog lag het in Glücksburg.
Na afloop van de Tweede Wereldoorlog werd de Padua op 12 januari 1946 overgedragen aan de Sovjet-Unie, als onderdeel van herstelbetalingen. Het schip werd omgedoopt in Kruzenstern en kwam in 1955 als opleidingsschip in dienst bij de Russische marine. In 1959-1961 lag de Kruzenstern in Kronstadt bij Sint-Petersburg en werden onder meer twee hulpmotoren ingebouwd. Sinds 1966 is het eigendom van het Russische ministerie voor visserij, dat het gebruikt als opleidingsschip. In 1995-1996 maakte het schip een tocht rond de wereld, in het spoor van haar naamgever. De Kruzenstern doet regelmatig mee aan internationale zeilevenementen zoals Sail Amsterdam. Omdat het onderhoud erg duur is, worden ook betalende passagiers meegenomen.
In de Padua-periode was het schip decor van drie films: Die Meuterei auf der Elsinore (1935); Herz geht vor Anker (1940) en Große Freiheit Nr. 7 (1944).

## Technische gegevens
- kiellegging: 24 juni 1925
- tewaterlating: 11 juni 1926 als Padua
- scheepswerf: Joh. C. Tecklenborg
- rederij: F. Laeisz
- lengte over alles: 114,5 m
- breedte: 14 m
- diepgang: 6,8 m
- zeiloppervlak: 3631 m²
- masthoogte: 55 m boven het dek
- laadvermogen (als vrachtschip): 4698 ton
- hulpaandrijving: twee SKI 8 cilinder dieselmotoren à 1000 pk
- bemanning: circa 220 koppen, van wie 68 koppen vaste bemanning